# COPZ1
COPZ1‏ (Coatomer protein complex subunit zeta 1) هوَ بروتين يُشَفر بواسطة جين COPZ1 في الإنسان.